# Historia de la notación en la música occidental

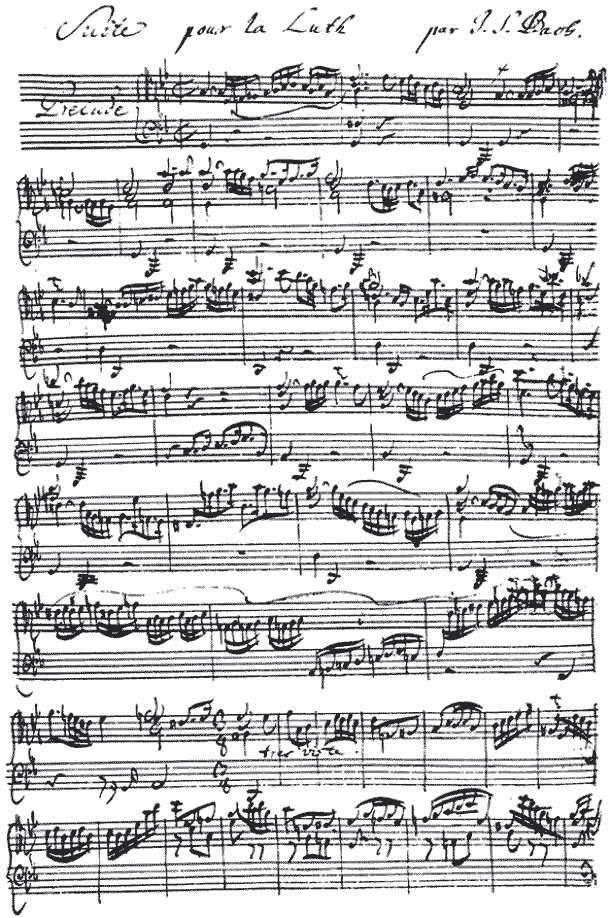
Partitura autógrafa de la primera página del preludio de la Suite para laúd n.º 3 en sol menor, BWV 995 de Johann Sebastian Bach, con notación escrita de su propia mano.

La historia de la notación en la música occidental abarca unos dos mil doscientos años, desde los primeros símbolos alfabéticos del mundo grecolatino hasta las últimas tendencias de notación abstracta usadas en la actualidad.
La notación de la música ha sido siempre un elemento delicado y complejo, ya que no sólo debía indicar la altura de los sonidos, sino también los restantes parámetros de la música: duración, tempo, intensidad sonora, carácter, articulación, etc.
A lo largo de la historia han ido surgiendo distintos sistemas de notación, viéndose influidos no solo por cuestiones artísticas, sino también por aspectos políticos, sociales y religiosos. Desde la antigua Grecia, se tiene constancia de la existencia de formas de notación musical; sin embargo, es a partir de la música de la Edad Media, principalmente el canto gregoriano, cuando se comienza a emplear el sistema de notación musical que evolucionaría al actual.
En el Renacimiento, cristalizó con los rasgos más o menos definitivos con que lo conocemos hoy, aunque —como todo lenguaje— ha ido variando según las necesidades expresivas de los usuarios.
Las distintas formas de notación musical y los soportes empleados han sido muy diversos a lo largo de la historia, y son objeto de estudio por parte de los musicólogos e historiadores de la música en la actualidad. Los diversos sistemas de notación dan testimonio de la realidad artística y cultural del momento, y son una muestra del interés del ser humano por preservar el arte para la posteridad.

## Los orígenes de la notación musical

### Notación griega

Partitura del Epitafio de Seikilos. Presenta notación musical alfabética, por encima de la letra, escrita en griego clásico.

Melodía del Epitafio de Seikilos, transcrita a notación moderna.

No se conoce prácticamente nada de lo compuesto o ejecutado antes del siglo III a. C. y los testimonios que nos proporcionan información sobre la música en Grecia son de varios tipos: escritos literarios, históricos, filosóficos o científicos, que describen o se refieren de alguna manera a la naturaleza de la música, a sus reglas y a sus poderes benéficos; una colección de unos cuarenta fragmentos musicales, entre los que destaca el Epitafio de Seikilos, inscripción grabada en una lápida datada entre el siglo II a. C. y el siglo I d. C. (representado al margen); una serie de instrumentos reales en estado muy precario recogidos en las excavaciones arqueológicas, y una rica iconografía de instrumentos y músicos representados principalmente en vasos, relieves y mosaicos.
Del estudio de los fragmentos de música que se han conservado, se sabe que la rítmica de la música griega era muy flexible y variada, y no buscaba el isocronismo. La métrica poética determinaba el ritmo musical.
El primer testimonio sobre el uso de una notación en Grecia aparece en Aristóxeno de Tarento, que desarrolló sus teorías entre finales del IV y comienzos del siglo III a. C.. Sus alusiones no se refieren a un uso corriente de la escritura musical en la práctica de los compositores, sino más bien a su utilización por parte de los teóricos, así como en la enseñanza de la música.
De hecho, las imágenes de la Grecia antigua rara vez muestran a un intérprete leyendo un pergamino o una tablilla mientras toca. A partir de ello y de los documentos escritos se deduce claramente que los griegos, a pesar de poseer una notación bien desarrollada, aprendían la música sobre todo de oído y la improvisación era frecuente.
La notación musical en Grecia ha llegado a nuestros días fundamentalmente por dos vías diferentes. La primera está constituida por documentos con signos referidos a la música y por los tratados musicales. El fragmento más antiguo que se ha conservado con notación es un papiro del siglo I a. C., en el que hay un pasaje coral de la tragedia de Orestes, cuyo original fue creado por Eurípides.

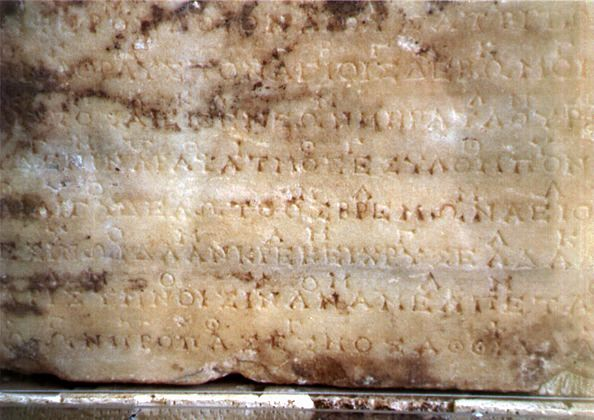
Piedra original que contiene el segundo de los dos himnos a Apolo (siglo II), escritos en notación griega antigua. Las notaciones musicales son los símbolos que aparecen ocasionalmente sobre las principales líneas continuas de escritura griega.

La segunda fuente de documentos la constituyen las llamadas Tablas de Alipio, de mediados del siglo IV d. C., que nos dan la notación sistemática, vocal e instrumental, de todas las escalas (modos) empleadas por los grecorromanos.
En Grecia había dos notaciones de carácter alfabético, una para el canto coral y otra para los instrumentos.
La instrumental era más antigua que la vocal y se remonta seguramente a los auletas de los siglos VII y VI a. C.
Los signos alfabéticos servían por igual para la voz y para los instrumentos. Pero cuando se trataba de música vocal con acompañamiento de instrumentos, entonces para la voz se utilizaba el alfabeto jónico de veinticuatro letras con las que se traducían no solo los sonidos principales, sino también los cromáticos.
El alfabeto se empleaba de la siguiente manera: cada letra, situada en vertical, correspondía a una nota fija. Además de la posición original del carácter —al cual le correspondía un sonido— había otras dos maneras de representar la letra: estas tres posiciones comprendían tres sonidos cada una.
Los griegos no poseían un sistema de templanza de las notas como el actual, y al no tener material historiográfico suficiente para comprobar cuáles eran estos sonidos, es muy difícil recrear fielmente estas notas.
Se piensa que cada una de estas tres posiciones se utilizaban para completar los tres diferentes tetracordios que servían de base para las escalas: tetracordio diatónico (notas sin alteraciones), tetracordio cromático (notas alteradas por semitonos) y el tetracordio enarmónico (nota elevada de tal manera que se encontraba más cerca de la nota inferior que de la nota de la cual proviene la alteración).
Este sistema no conocía las escalas propiamente dichas, sino que se basaba en la repetición de estos tetracordios para elaborar la escala griega completa de dos octavas. La notación instrumental original comprendía quince letras, correspondientes a dos octavas.
Con el alfabeto quedaba resuelto el aspecto de la representación de la altura de los sonidos. Para el problema de la duración de los mismos se crearon una serie de signos convencionales basados en notas largas y breves, que más tarde se convertirían en los modos rítmicos.
La notación griega fue adoptada por el Imperio romano, en cuya capital, Roma, se ha conservado en una docena de documentos, transcritos varias veces por distintos especialistas.

## Edad Media: evolución y desarrollo de la notación

### Notación bizantina
Tras el desmembramiento del Imperio romano (en el 476) y la aparición del Gran Cisma de Oriente (en 1054), el Imperio bizantino estableció su capital en Constantinopla, desvinculándose definitivamente del poder de Roma, tanto en el terreno político como en el religioso.
Esta separación de índole político-religiosa tuvo un efecto decisivo sobre la cultura y el arte de la sociedad bizantina, que potenció sus características exclusivas. De esta manera, el sistema de notación musical empleado en Bizancio fue diferenciándose paulatinamente del romano, aunque ambos tuvieron un origen griego. Por otra parte, la notación bizantina, también de carácter alfabético, incorporó elementos orientales, de tal manera que los signos empleados eran ya muy diferentes de los originales griegos a mediados del siglo XII.
La notación bizantina estaba pensada como una ayuda para la memoria, en tanto que la transmisión de los cantos se llevaba a cabo de manera oral. Existen signos ecfonéticos para las lecturas y neumas para los cantos, que no designan alturas de sonido fijas, sino intervalos, y también ritmos y maneras de ejecución. La interpretación de los neumas primitivos es difícil, sobre todo, a partir del siglo IX.
Estos signos bizantinos siguen empleándose en la notación de los cantos propios de esa liturgia, aunque en una versión simplificada, gracias a la reforma que en el año 1821 llevó a cabo el obispo Crisanto.

### La transmisión oral del canto gregoriano
Se tiene constancia de que la liturgia romana, dentro de la Iglesia primitiva, se estableció a comienzos del siglo VIII porque en ese momento fueron puestos por escrito los textos. No obstante, las melodías se transmitían oralmente, sin dejar constancia escrita, de tal modo que solo se ha conservado un fragmento de música cristiana anterior a Carlomagno: un himno a la Santísima Trinidad de finales del siglo III, hallado en un papiro de Oxirrinco (Egipto) y escrito en la antigua notación griega. Sin embargo, esta notación había sido olvidada antes del siglo VII, cuando san Isidoro de Sevilla (560-636) escribió que, «a menos que los sonidos sean recordados por el hombre, estos perecen, porque no pueden ponerse por escrito».
De qué modo se crearon y transmitieron las melodías del canto sin ser escritas ha sido objeto de dedicado estudio y de gran controversia. Algunas de las melodías más simples y cantadas con más frecuencia pudieron difundirse literalmente. Pero el corpus del canto gregoriano comprende cientos de melodías elaboradas, algunas de ellas cantadas solo una vez al año.
Algunos estudiosos sugieren que numerosos cantos se improvisaban sin convenciones estrictas, siguiendo un contorno melódico dado y utilizando fórmulas de apertura, cierre y ornamento, apropiadas a un texto particular o a determinado momento de la liturgia. Cierto paralelismo se halla en la cantilación judía y en la centonización bizantina, ambas tradiciones orales antes de ser fijadas por escrito.
La variación individual no era algo conveniente si los cantos se tenían que interpretar de la misma manera en todas las iglesias de un vasto territorio, como era el deseo del papa y de los reyes francos. Durante el siglo VIII, en Roma, se hicieron distintos intentos de estandarización de las melodías y de adiestramiento de cantores francos que fuesen capaces de reproducirlas con total exactitud. Sin embargo, debido a que este proceso dependía de la memoria y del aprendizaje de oído, las melodías acababan por ser modificadas con el paso del tiempo, como relatan los informes de la época. Por tanto, la invención de una notación para la música se hizo imprescindible.

### La notación judía europea
La comunidad judía de Europa poseía sus propias tradiciones musicales. En las sinagogas, el canto de los salmos se realizaba usualmente de manera responsorial entre un líder y la congregación. La lectura de las escrituras hebreas se entonaba por un solista que utilizaba un sistema de cantilación. Las melodías no estaban escritas, aunque a principios del siglo IX se desarrolló una notación denominada te'anim para indicar los acentos, las divisiones del texto y las pautas melódicas apropiadas. Se esperaba que los cantantes improvisaran a partir de esta notación, apoyándose en fórmulas melódicas heredadas por tradición oral y añadiendo ornamentos de manera libre.

### La notación neumática

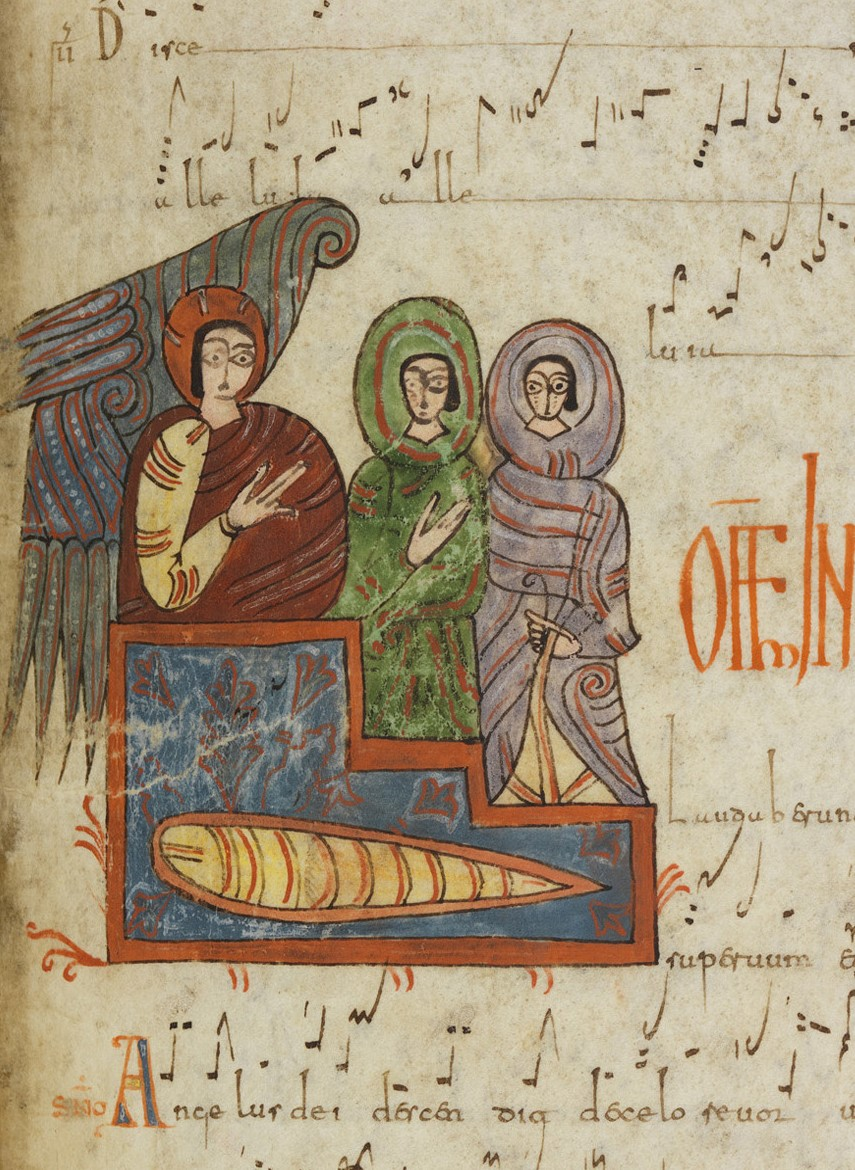
Página del Antifonario de León (siglo X), que contiene notación visigótica.

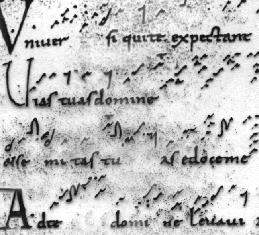
Primeros neumas, que aparecían como pequeñas marcas junto a las palabras. Fragmento de Laon, Metz, mediados del siglo X.

Los libros más antiguos de canto con notación musical conservados hasta hoy datan de finales del siglo IX, pero sus coincidencias sustanciales han sugerido a los especialistas que la notación podía haber estado ya en uso en la época de Carlomagno o poco después.
La notación surgió como un modo de alcanzar la uniformidad y un medio de perpetuar esa uniformidad.
En las notaciones primitivas, los signos llamados neuma (en latín, «gesto») se colocaban encima del texto para indicar el número de notas de cada sílaba y si la melodía ascendía, descendía o repetía el mismo tono.
Estos neumas pudieron derivarse de signos de inflexión y acento, y su grafía se basa en los movimientos de la mano al dirigir la música (gestos quironímicos). Hoy se ha estudiado la posibilidad de que la notación neumática haya nacido para fijar el repertorio del rito mozárabe hispano.
Los neumas no indicaban alturas de tonos o intervalos, sino que servían como reglas nemotécnicas que indicaban el perfil correcto de la melodía, por lo que estas tenían que seguir aprendiéndose de oído: este tipo de notación poco precisa se denomina «adiastemática» (véase la reproducción del margen derecho).
En los siglos X y XI, los copistas colocaban neumas a alturas variables con el fin de indicar el tamaño relativo y la dirección de los intervalos.
Estos neumas se conocían como «neumas de altura precisa» o «neumas distemáticos».
Los principales eran:
- El punctum (\), que se redujo hasta un trazo corto horizontal o un simple punto, indicando un sonido más bajo con respecto al anterior.[13]
- La virga (/), que señala un sonido más agudo.[13]

De estos dos signos derivaron otros, como el pes, que equivale a dos sonidos ascendentes; la clivis, dos sonidos descendentes; el torculus, dos sonidos ascendentes y uno al grave, y el porrectus, contrario al anterior; también se empleó el custos, una pequeña nota sin texto, que indica la altura del comienzo de la siguiente línea.
Este sistema de notación neumática parece que no se desarrolló hasta el siglo VIII, pero en el siglo IX llegó a ser de uso común.

### Los nombres de las notas
En los escritos de Al-Mamún (786-833) e Ishaq Al-Mausili (f. 850) se utilizó una notación musical basada en las letras del alfabeto árabe:
| Letras árabes   | ﻡ mīm | ﻑ fāʼ | ﺹ ṣād | ﻝ lām | ﺱ sīn | ﺩ dāl | ﺭ rāʼ |
| Notas musicales | mi    | fa    | sol   | la    | si    | do    | re    |

Durante este periodo de contribuciones islámicas en la Europa medieval, el monje benedictino friulano Pablo el Diácono (720-800) compuso el himno Ut queant laxis (también llamado Himno a san Juan Bautista). En la sílaba inicial de cada verso, puso el nombre árabe de las notas, aunque utilizando como nota inicial el do, al que rebautizó ut. Las frases de este himno, en latín, son así:
| Nota                       | Texto original en latín                                                                                | Traducción |
| -------------------------- | --- | --- |
| ut - do re mi fa sol la si | Ut queant laxis resonare fibris mira gestorum famuli tuorum solve polluti labii reatum sancte Ioannes. | Para que puedan exaltar a pleno pulmón las maravillas estos siervos tuyos perdona la falta de nuestros labios impuros San Juan. |

Este sistema durr-i-mufassal (‘perlas separadas’) fue utilizado en las obras de Al-Kindi (f. 874), Yahia Ibn Ali Ibn Yahia (f. 912), Al-Farabi (870-950), Ibn Sina (f. 1037), Al-Hussain ibn Zaila (f. 1048) y otros.
El copista del manuscrito del gradual Viderunt omnes (copiado en la segunda mitad del siglo XI) trazó una línea horizontal sobre el pergamino que correspondía a una nota particular y orientó los neumas en torno a esa línea, que en el manuscrito correspondía a la nota la. En otros manuscritos, la línea se marcó con la letra correspondiente a la nota que representaba, casi siempre F (fa) o C (do), que evolucionaron posteriormente para dar lugar a las claves empleadas hoy en día.
El monje benedictino italiano Guido de Arezzo (992-1050) ―considerado el padre de la notación musical porque desarrolló una notación dentro de un patrón de cuatro líneas (tetragrama), y no una sola como se hacía anteriormente― elaboró una aproximación a la notación actual, y popularizó los nombres utilizados en el Himno a san Juan Bautista de Pablo el Diácono. Sin embargo, exceptuó la séptima nota, si, que era una nota variable y podía dar lugar al tritono, que en su época era considerado un intervalo diabólico (diábulus in música).

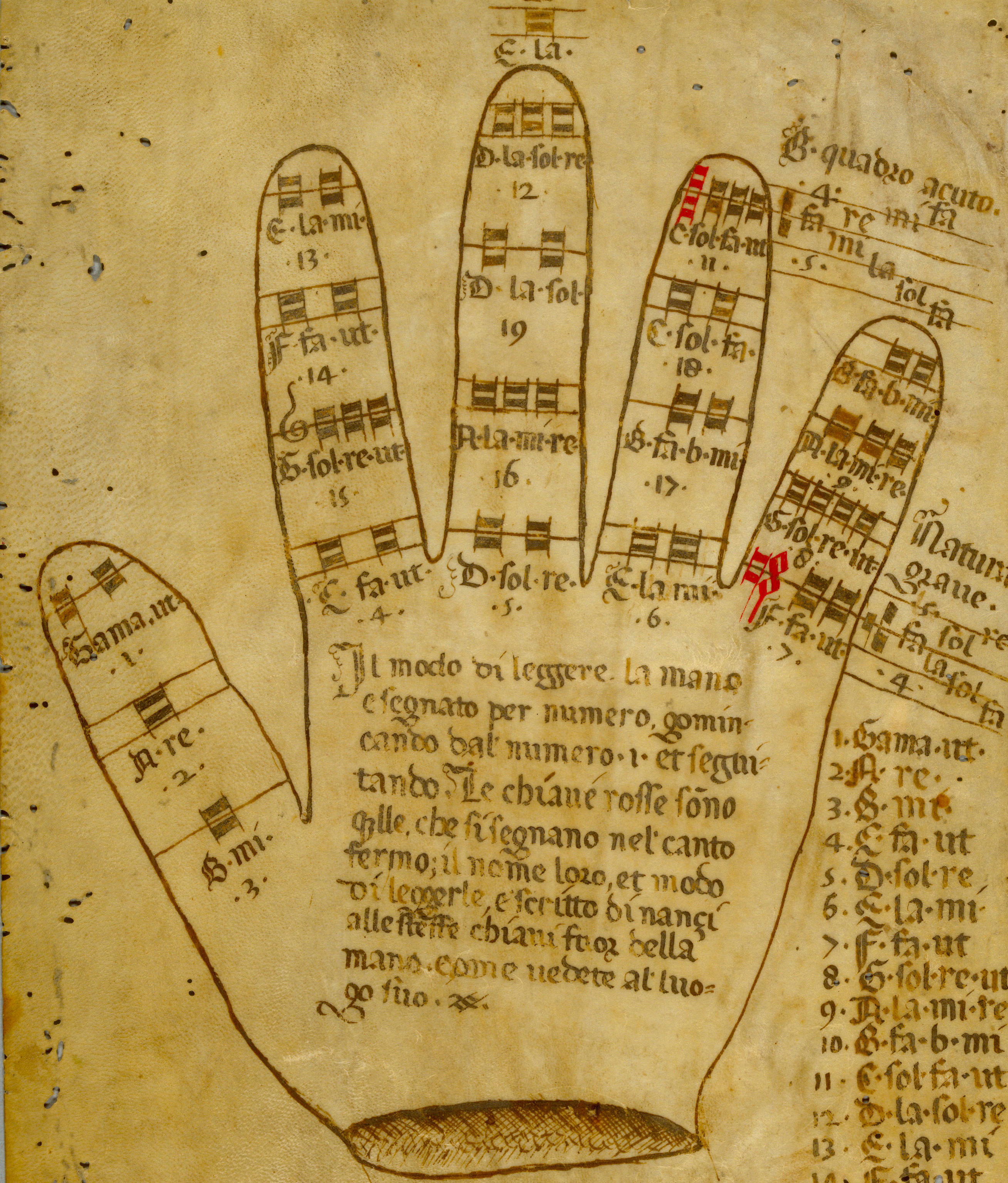
Representación de la «mano guidoniana» en un manuscrito medieval ubicado en Mantua, datado en el último cuarto del.

Guido de Arezzo utilizó un esquema mnemotécnico especial con forma de mano, conocido como la «mano guidoniana» (véase la ilustración del margen). Además, propuso una disposición en líneas y espacios, utilizado una línea de tinta roja que correspondía al fa y otra de tinta amarilla para el do.
Este esquema tuvo bastante éxito y dio origen al tetragrama, predecesor del moderno pentagrama.
Además, se modificó la forma de los neumas y los signos se marcaron con mayor fuerza, debido a la sustitución de las plumas de escritura en punta por otras de bisel. Todos estos neumas fueron transformándose hasta dar lugar a la notación cuadrada.
En 1680, Franciszek Meninski (1623-1698), en su Thesaurus linguarum orientalum, enunció la hipótesis de que las sílabas del solfeo (do, re, mi, fa, sol, la, si) pudieron haber derivado de las sílabas del sistema árabe durr-i-mufassal (‘perlas separadas’): dāl, rā', mīm, fā', ṣād, lām, tā’, durante la época de las contribuciones islámicas a la Europa medieval.
En 1780, Jean-Benjamin M. de Laborde (1734-1794) afirmó lo mismo en su Essai sur la musique ancienne et moderne.
Guillaume Andre Villoteau (f. 1839), erudito francés que formó parte de la expedición de Napoleón a Egipto, sugirió que la notación musical musulmana habría influido a Guido D'Arezzo.
Hacia el siglo XVI, Anselmo de Flandes añadió la nota musical si, derivada de las primeras letras de Sancte Ioannes.
En el siglo XVII, el musicólogo italiano Giovanni Battista Doni ―para evitar la complejidad que provoca la letra «t» de ut, y buscando una sílaba que terminara en vocal para facilitar el solfeo― sustituyó el nombre de ut por el nombre original de la nota en árabe: dāl. La modificó ligeramente para que se pareciera al inicio de su propio apellido: do (que también se ha hecho provenir de Dóminus o ‘Señor’). En Francia se sigue utilizando el nombre ut para los términos técnicos o teóricos (por ejemplo, trompette en ut o clé d’ut), aunque para el solfeo se utiliza el monosílabo do.
También en este proceso se añadió una quinta línea a las cuatro que se utilizaban para escribir música, llegando a la forma en que hoy lo conocemos, llamada pentagrama.
Tras estas reformas y modificaciones, las notas pasaron a ser las que se conocen actualmente:
- do
- re
- mi
- fa
- sol
- la
- si.

Escala de do mayor.

El ejemplo anterior muestra una escala de do mayor. Actualmente, la escala musical diatónica (sin alteraciones ni cambios en la tonalidad) está compuesta por siete sonidos.
En el caso de la mencionada escala mayor de do, las notas son las siguientes:
- do, re, mi, fa, sol, la, si (según el sistema latino de notación).
- C, D, E, F, G, A, B (según el sistema inglés de notación musical, también llamado denominación literal).
- C, D, E, F, G, A, B (según el sistema alemán de notación musical. La B equivale al si bemol).

En cuanto a la manera de indicar la duración de las notas, existen algunos manuscritos que contienen signos que indican valores rítmicos, aunque es muy probable que el canto fuese relativamente libre en cuanto a la métrica.
En cualquier caso, el mayor problema con relación al canto llano atañe a su interpretación rítmica, debido a la imprecisión de la notación neumática en este sentido, motivada por el hecho de que los copistas dieran más importancia al giro melódico, descuidando las indicaciones rítmicas. Este problema puede salvarse en cierta medida con una buena declamación del texto.
A finales del siglo XIX y principios del siglo XX, los monjes benedictinos de la abadía de Solesmes (Francia), especialistas en el canto gregoriano, prepararon ediciones modernas del canto llano, proclamadas en 1903 como ediciones oficiales de la Santa Sede por el papa Pío X. En estas ediciones, emplearon una manera modernizada de notación neumática.

### Los modos rítmicos
A finales del siglo XII, los compositores de la escuela de Notre Dame desarrollaron, por primera vez desde la Grecia antigua, una notación que indicaba la duración de las notas, que se aplicó a toda la música polifónica hasta bien entrado el siglo XIII, centuria en que fue descrita en un tratado atribuido a Johannes de Garlandia.
En lugar de emplear la forma de las notas para indicar su duración relativa, emplearon combinaciones de grupos de notas, llamados ligaduras, para indicar patrones de longa (nota larga) o breve (nota corta). Existían seis patrones básicos, llamados «modos» por Garlandia, que se identificaban por un número:
También se le aplicaron los nombres de los pies métricos del versus francés o latino: troqueo, yambo, dáctilo, anapesto, espondeo y tribraquio.
La unidad básica de tiempo (conocida como tempus), transcrita aquí como una corchea, se anotaba siempre en grupos de tres. Los modos 1 y 5 eran los más usuales y, al parecer, los más antiguos. El modo 4 se empleaba raras veces y es posible que se incluyera para completar el sistema.
Por otra parte, los ritmos menores se concebían como «fraccionamiento» (fractio) de los valores modales regulares, y se indicaban mediante notas adicionales intercaladas en las ligaduras, o mediante rombos añadidos (currentes).
En teoría, una melodía compuesta en un modo determinado consistía en las repeticiones del patrón, terminando cada frase con un silencio. Pero una melodía así podría resultar monótona, por lo que en la práctica el ritmo era más flexible.

### Notación franconiana
Los motetes polifónicos de finales del siglo XIII eran en su mayoría silábicos, es decir, cada sílaba requería una nota independiente. De este modo, las ligaduras ya no podían emplearse para indicar el ritmo, por lo que era necesaria la invención de un nuevo sistema para la notación de la música.
Franco de Colonia, compositor y teórico, codificó el nuevo sistema, llamado notación franconiana en su honor, en su tratado Ars cantus mensurabilis.
Por primera vez, las duraciones relativas fueron consignadas por las formas de las notas.
Existían cuatro signos:
La notación franconiana se basaba en grupos ternarios a partir de la unidad básica, el tempus: tres tempora constituyen una perfección, similar a un compás de tres tiempos.
La notación permitía a los compositores disponer de una mayor libertad y variedad rítmica, que dio un paso más con Petrus de Cruce (1270-1300), con quien las tres voces de los motetes empezaron a progresar a velocidades bastante distintas entre sí.

### La notación del Ars Nova

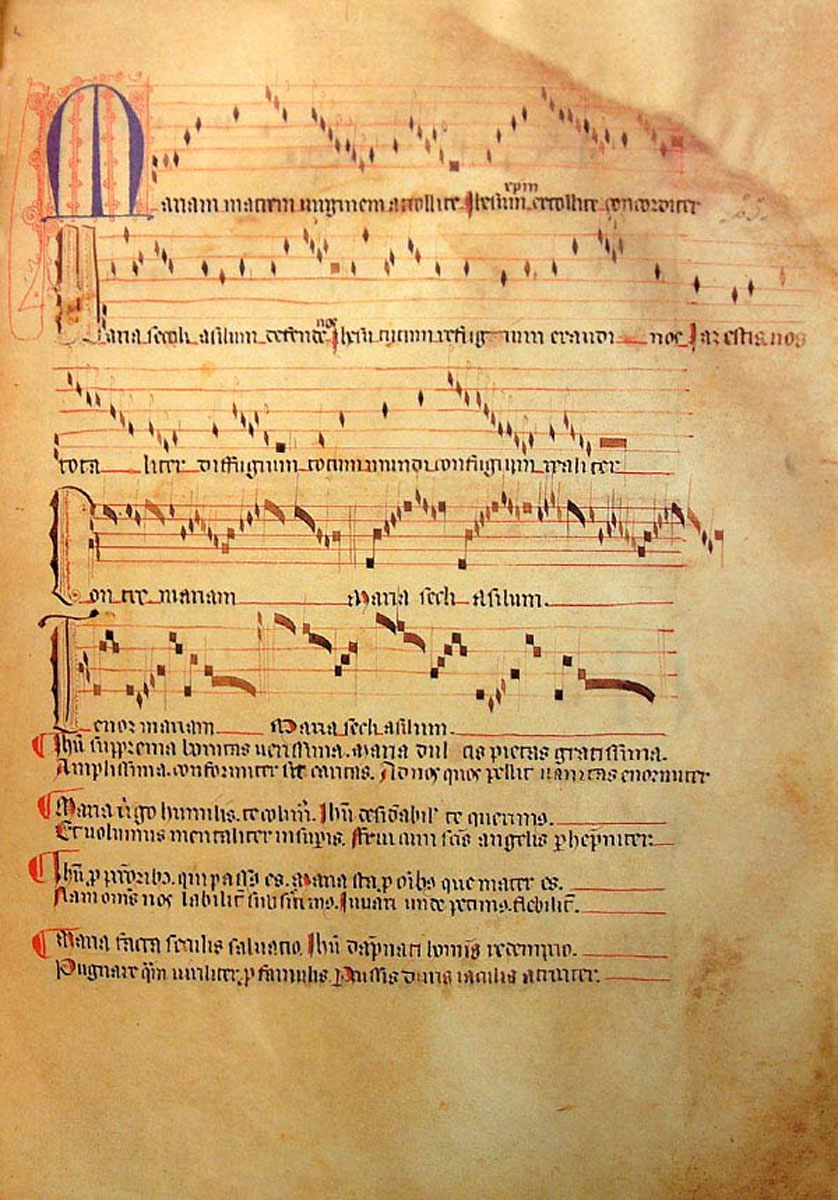
La pieza Mariam matrem virginem, contenida en el Llibre Vermell del Monasterio de Montserrat, escrita en notación cuadrada gregoriana del siglo XIV.

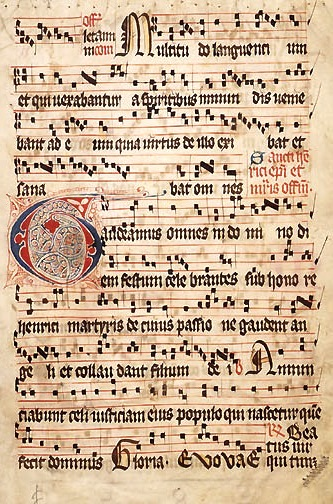
El introito Gaudeamus omnes, escrito en neumas del siglo XIV.

El Ars Nova, estilo musical francés inaugurado por Philippe de Vitry (1291-1361) en la década de 1310 y continuado hasta la década de 1370, se distingue de los estilos anteriores por la aparición de dos innovaciones en la notación del ritmo, descritas en el tratado Ars nova de Vitry y en los tratados de Jehan des Murs. La primera innovación permitía la división doble («imperfecta») frente a la triple («perfecta») tradicional; la segunda hacía posible la división de la semibreve, hasta ese momento el menor valor posible de una nota, en mínimas.
El sistema resultante ofrecía nuevos tipos de compás y permitía una flexibilidad rítmica mucho mayor, incluyendo, por primera vez, la sincopación.
En torno a 1340, Des Murs consideró una innovación más, los «signos de mensuración», antecesores de los actuales signos de compás.
El teórico flamenco Jacobo de Lieja (1260-después de 1330) defendió arduamente el «arte antiguo» (ars antiqua) de finales del siglo XIII en su tratado Speculum musicae contra las innovaciones recientes: «¿En dónde agrada de tal modo esta lascivia del canto, este refinamiento excesivo, por el cual, como piensan algunos, las palabras se pierden, la armonía de las consonancias disminuye, el valor de las notas cambia, la perfección se degrada, la imperfección es exaltada y la medida se confunde?»
En la notación del Ars Nova, las unidades de tiempo podían formar grupos de dos o tres notas, con diferentes niveles de duración, lo que permitía una variedad mucho más amplia en los ritmos que podían ser escritos. La longa, la breve y la semibreve podían dividirse en dos o tres notas del siguiente valor más pequeño. La división de la longa fue denominada «modo» (modus), la de la breve «tiempo» (tempus) y la de la semibreve «prolación» (prolatio). La división era perfecta o mayor (maior) si era triple, imperfecta o menor (minor) si era doble.
Las cuatro combinaciones posibles de tiempo y prolación dan lugar a cuatro compases diferentes. Con el paso del tiempo, el tiempo y la prolación fueron indicados mediante una serie de signos de mensuración: un círculo para el tiempo perfecto o un círculo incompleto para el imperfecto, con un punto para la prolación mayor y sin él para la prolación menor.
En ocasiones, se empleaba un sistema de seis líneas o hexagrama.
En la notación del Ars Nova, la forma de cada nota podía indicar su duración particular, que permanecía inalterada por las notas que la rodeaban.
La forma de las notas en la notación del Ars Nova es la misma que en la notación franconiana, con el añadido de la mínima. En ambos sistemas, las ligaduras siguieron siendo empleadas para ciertas combinaciones de longas y breves, como había sido el caso desde la notación de Notre Dame.

### ElsigloXV
En el siglo XV, se siguió empleando la notación del Ars Nova, aunque se introdujeron algunas modificaciones en la grafía de las notas. Así, en torno a 1425, los copistas empezaron a escribir las notas con cabezas huecas (en ocasiones, a esta notación se le da el nombre de «notación blanca») en lugar de rellenar cada cabeza con tinta («notación negra»).
Dicha transformación pudo tener lugar porque en esa época los copistas pasaron de escribir sobre pergamino, raspado sobre piel de cordero o de cabra, a escribir en papel; rellenar las notas negras sobre la áspera superficie del papel aumentaba el riesgo de salpicar la tinta o de que esta se corriese por el papel arruinando toda la página.

## Renacimiento: las tablaturas

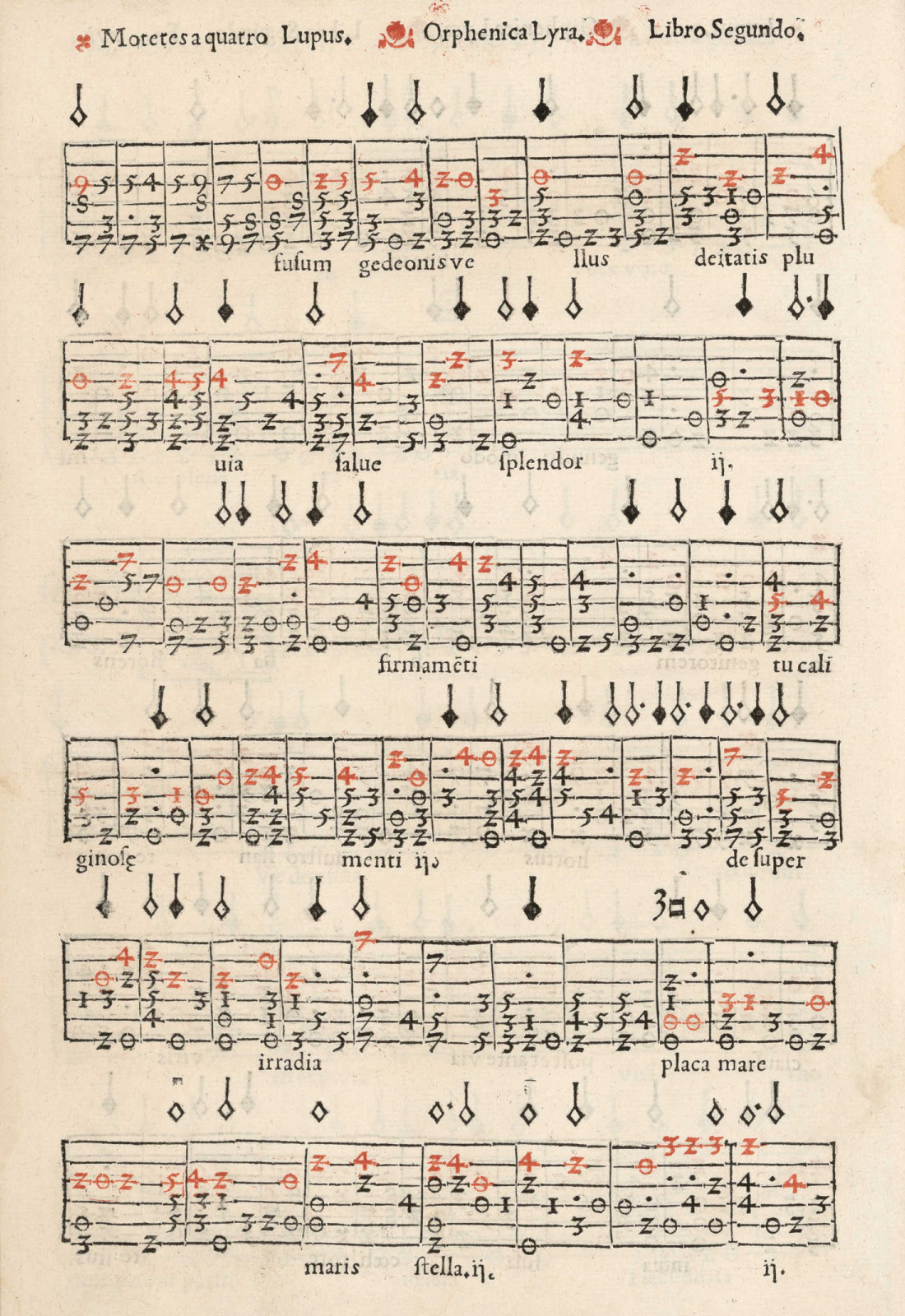
Tablatura para vihuela del libro Orphenica Lyra de Miguel de Fuenllana, publicado en 1554. Los números en rojo (en el original) indican la parte vocal.

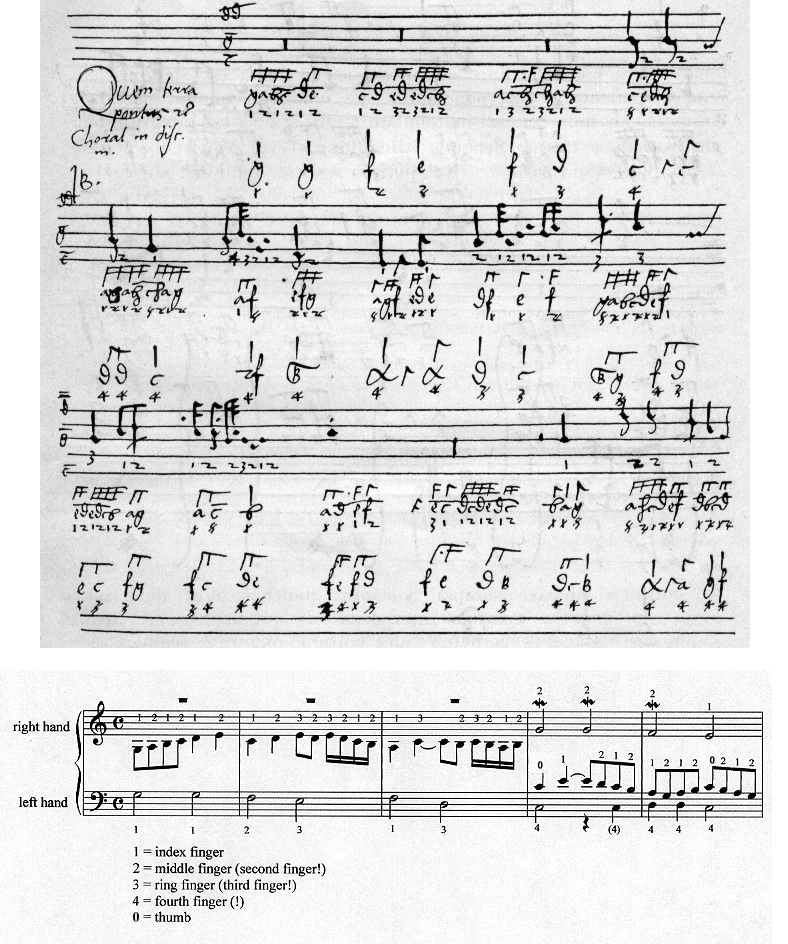
Transcripción de tablatura para órgano de la pieza Quem terra, pontus, siglo XVI. Abajo, el equivalente en notación moderna

Los compositores del Renacimiento añadieron valores de notas aún más breves, cada una con la mitad de duración que la nota inmediatamente superior, rellenando la cabeza de una mínima para originar una «semiminima» y añadiendo uno o dos indicadores a la semimínima para producir la «fusa» y la «semifusa».
A finales del siglo XVI, la forma romboidal de las notas en la notación renacentista se transformó en las cabezas redondas utilizadas hoy, mientras que las ligaduras cayeron en desuso. Las claves eran utilizadas para acomodar la lectura a cada tesitura vocal, con el objetivo de que el ámbito de lectura no saliese demasiado del pentagrama. Aunque las claves se emplean desde el siglo XII, fue en el siglo XVI cuando se regularizó su empleo.
La barra de compás fue añadida en el siglo XVII.
En el Renacimiento tuvo lugar asimismo la aparición de las tablaturas, una manera de representar gráficamente las posiciones de la mano al interpretar los distintos acordes en un instrumento de cuerda pulsada (véase ejemplo al margen izquierdo), como el laúd o la tiorba, o de teclado (véase ejemplo al margen derecho). Las tablaturas eran muy fáciles de comprender y posibilitaban la interpretación por parte de aficionados.
Las tablaturas de órgano eran reducciones prácticas de las voces en una pauta y con letras o cifras. Existían varios tipos de tablatura, en función de los países:
- Alemana, que presentaba a su vez dos modalidades: la antigua, que se empleó entre los siglos XV y XVI, y en la cual aparecían, en la parte superior, de seis a ocho líneas reunidas por una llave con notas mensurales, mientras que en la parte inferior se incluían letras; y la nueva, que se utilizó entre los siglos XVI y XVIII, y en la cual todas las voces se representaban con letras.[59]
- Española, que utilizaba notas y cifras.[59]
- Italiana, que hacía uso de notas dispuestas en sistemas de seis a ocho líneas arriba y de cinco a seis líneas abajo.[59]
- Inglesa, que empleaba notas ubicadas en dos sistemas de seis líneas.[59]
- Francesa, que usaba notas situadas en dos sistemas de cinco líneas.[59]

En cuanto a las tablaturas de laúd, estas consistían en una escritura de posiciones: la tablatura representaba un sistema de seis líneas que era la imagen de las cuerdas del instrumento, hallándose la más grave situada en la parte superior, correspondientemente con la posición del diapasón. Las cifras situadas entre las barras de compás indicaban el traste que debía pisarse y las plicas de las notas señalaban la duración de las mismas.
Estas tablaturas se hicieron especialmente populares en la década de 1600 en Inglaterra, en las lute song o canciones con laúd.

## Barroco: el bajo cifrado

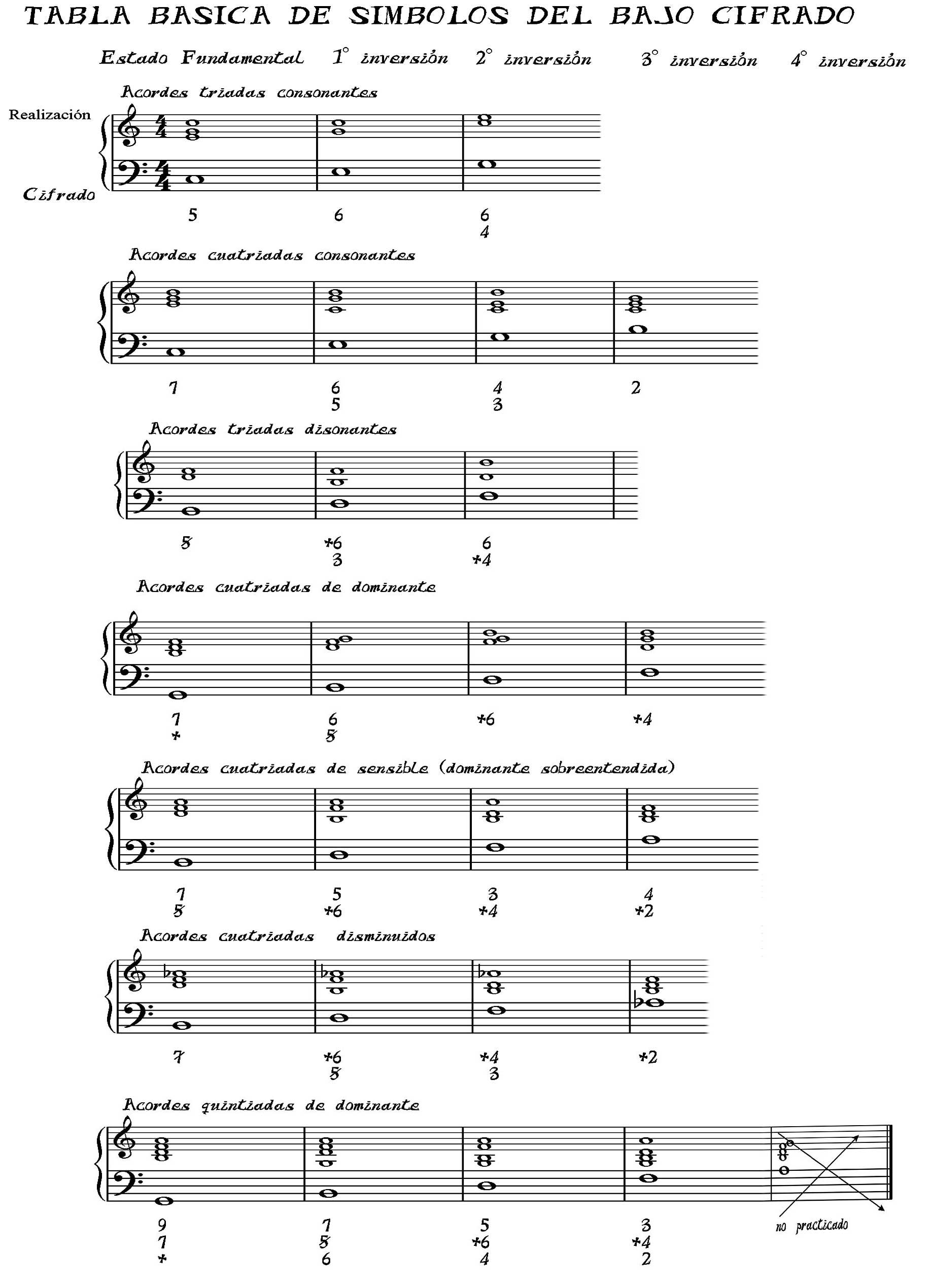
Tabla de interpretación y ejecución del bajo cifrado

Ya en el Barroco, tanto la célebre escuela para órgano francesa como los laudistas franceses comenzaron a emplear agréments, ornamentos diseñados para poner de relieve las notas importantes y dar carácter a las melodías. Estos se convirtieron en un elemento fundamental en la música francesa y eran añadidos por los intérpretes de manera libre e improvisada. Poco después, el uso de agréments pasó a la música vocal.
En el siglo XVII, se popularizó también el uso del bajo continuo (en italiano, basso continuo), sistema por el cual el compositor escribía la melodía o melodías y la línea del bajo, pero dejaba a los intérpretes el relleno de los acordes y voces interiores apropiadas. Cuando los acordes que habían de tocarse eran distintos de las tríadas comunes en su estado fundamental o era necesario añadir tonos no pertenecientes al acorde o alteraciones, el compositor solía añadir cifras por encima o por debajo de las notas del bajo para indicar las notas requeridas. Esta notación se conoce como bajo cifrado.
En la escritura del bajo cifrado existían algunas convenciones: una nota sin cifra señalaba que debía añadírsele una tercera y una quinta, cuando aparecía solo un 3 o un 4 se debía tocar también la quinta, un 6 o un 7 implicaban además una tercera, las alteraciones accidentales se indicaban mediante el signo correspondiente al lado de las cifras, una alteración accidental sin cifra afectaba a la tercera del acorde (véanse las cifras y sus equivalencias en la tabla del margen).

## Clasicismo: la consolidación de la notación tradicional
A lo largo de la segunda mitad del siglo XVIII, se continuó empleando la tradicional notación de cabeza redonda, sin producirse apenas innovaciones en este sentido. No obstante, fue un periodo en la que se fue extendiendo el empleo de signos y expresiones adicionales que indicaban la dinámica de cada pasaje. Por su parte, se siguió utilizando el bajo cifrado barroco en el continuo, pero se fueron abandonando los agréments de la etapa anterior.

## Romanticismo: el canto según la forma de la nota
En el siglo XIX, siguió empleándose la notación tradicional en la música instrumental, pero se abandonaron definitivamente prácticas barrocas, como la escritura de bajos cifrados, motivada por el desuso en el que habían caído instrumentos como el clavicémbalo desde finales del siglo XVIII, por considerarlos anticuados. Además, cambiaron las texturas y formas predominantes, surgió la gran orquesta y apareció la figura del director profesional, independiente de la de los intérpretes.
Paralelamente, en esta etapa, surgió un creciente interés por la música antigua, especialmente del Renacimiento y del Barroco. En este contexto, tuvo lugar el estreno de las pasiones de Johann Sebastian Bach por la Singakademie de Berlín, así como la publicación en multitud de ediciones de piezas de canto gregoriano. La Iglesia católica promovió activamente, desde mediados de siglo, la composición de una música coral sin acompañamiento, en un estilo inspirado en Palestrina. Los músicos anglicanos recuperaron los clásicos de su tradición, los ortodoxos rusos renovaron su música sacra y las iglesias afroamericanas desarrollaron sus propios estilos de música.
De esta manera, especialmente en las iglesias protestantes estadounidenses, surgió un nuevo sistema de notación que reflejaba el nuevo estilo de música vocal, caracterizado por su sencillez y por la homofonía. Los maestros de coro publicaron canciones nuevas y antiguas en colecciones como Kentucky Harmony (1816), The Southern Harmony (1835) y The Sacred Harp (1844). La tradición de interpretación de esta música se conoce como shape-note singing o ‘canto según la forma de la nota’, en virtud de la notación empleada en estas colecciones, en las que la forma de la cabeza de las notas indicaba las sílabas de la solmisación, permitiendo así una fácil lectura a primera vista de las voces.
Este sistema de notación es una ingeniosa reinvención estadounidense de las sílabas introducidas en el siglo XI por Guido de Arezzo (véase más arriba). La gente corriente cantaba usando estas colecciones en la iglesia y en las reuniones locales y regionales, aplicaba las sílabas de solmisación la primera vez en cada canción y las cantaba después en todos los versículos.
Sin embargo, el sistema de notación según la forma de la nota solo se empleó para la música vocal religiosa de algunas comunidades cristianas estadounidenses. En el resto de la música producida en esa época se empleó la tradicional notación redonda, la usada actualmente, cobrando además una gran importancia los signos y símbolos que indican dinámicas, tempo y agógica.

## ElsigloXX: la notación gráfica y la indeterminación
En ese siglo, comenzaron a aparecer nuevas corrientes de vanguardia en la música, que conllevaron en muchas ocasiones cambios en la notación, normalmente ligados a la experimentación y la búsqueda de la novedad, así como a la incapacidad de reflejar los nuevos efectos musicales por medio de la notación tradicional.
De esta manera, desde los años cincuenta surgieron distintos sistemas de notación gráfica, que variaban desde una serie de símbolos similares a los usados tradicionalmente hasta sofisticadas notaciones a todo color (notación simbólica) en las que la transformación gráfica es total, sin referencias al sistema de notación convencional y que, en muchos casos, más buscaban sorprender visualmente que reflejar con exactitud la música que había de interpretarse.
Por otra parte, no existen convenciones en torno a los símbolos o signos empleados, de manera que cada compositor o escuela tiene su propio sistema de notación; paralelamente al surgimiento de estas nuevas grafías, han aparecido intérpretes y agrupaciones musicales especializados en el estudio y la interpretación de partituras gráficas. Hasta la fecha, son pocos, pero importantes, los intentos de algunos tratadistas de clasificar metódicamente esta nueva tendencia gráfica en las actuales técnicas de composición, para fijar las bases de un método de nueva notación musical.
El compositor estadounidense John Cage fue pionero en lo que él llamó indeterminación, una tendencia según la cual el compositor deja ciertos aspectos de la música sin especificar. Parte de esta idea la extrajo de la obra de su amigo Morton Feldman, quien en piezas tales como Projection 1 para violonchelo (1950) utilizó una notación gráfica para indicar el timbre, el registro y la duración en términos generales, en lugar de especificar de manera precisa las notas y las duraciones.
El Concierto  para piano y orquesta (1957-1958) de Cage muestra sesenta y tres páginas con diversos tipos de notación gráfica, pensada para ser ejecutada por los intérpretes de acuerdo a las instrucciones de la partitura; los sonidos exactos generados varían considerablemente de una interpretación a otra.
Otro ejemplo de Cage en el que se emplean la notación gráfica es Variations IV (1963), en el que emplea hojas de plástico transparente con líneas, puntos y otros símbolos, que se superponen al azar y se leen después como notación.
Muchos compositores adoptaron alguna forma de la indeterminación bajo la influencia de Cage. Así, Earle Brown escribió Available Forms I (1961) para dieciocho intérpretes y Available Forms II (1962) para gran orquesta; en ellas, los intérpretes interpretan fragmentos completamente escritos en la partitura, pero con cierta libertad de elección en los tonos, en el orden y en los tempi determinados por el director de la orquesta.
Otro ejemplo lo constituye la partitura de Klavierstücke XI (1956) de Karlheinz Stockhausen, que consiste en una única hoja, de grandes dimensiones, con diecinueve fragmentos breves de música que han de tocarse sucesivamente a medida que el ojo del intérprete consigue dar con uno después de otro. Se dan indicaciones para la elección y el vínculo de los segmentos; no es necesario tocarlos todos, cualquiera puede repetirse y la pieza concluye después de que el pianista toque cualquier segmento por tercera vez.
Krzysztof Penderecki también empleó un tipo de notación gráfica en algunos pasajes de su obra Treno a las Víctimas de Hiroshima (1960) para cincuenta y dos instrumentos de cuerda, basada en texturas y procesos, en la que se proporcionan escasos pulsos o valores de notas definidos y, en lugar de ello, mide el tiempo en segundos.
También cabe mencionar al compositor, arquitecto e ingeniero griego Iannis Xenakis, que fundamentó su música en conceptos matemáticos. En Metastaseis (1953-1954), proporcionó a cada intérprete de cuerda de la orquesta una parte distinta para ser ejecutada y plasmó la música en una serie de gráficos, que sugerían los sonidos resultantes.
En el ámbito de la música electroacústica, algunos artistas han creado partituras visuales para ilustrar distintas piezas que se encuadran en esta tendencia. Así, el artista alemán Rainer Wehinger creó en los años setenta una partitura para la obra Artikulation de György Ligeti, en la que se indican ciertos aspectos poco convencionales, como los altavoces activos en cada momento. No obstante, este tipo de partituras no buscan servir de soporte para la música, con objeto de su interpretación posterior, sino que más bien tratan de reflejar una pieza ya creada.
En el siglo XXI, han surgido compositores que se han mostrado favorables al empleo de este tipo de notaciones de carácter gráfico. En el contexto actual, cabe aludir a los compositores españoles Manuel Castillo, Jesús Villa Rojo y Ramón Roldán, que hacen uso de sistemas de notación basados en la sugerencia, por medio de la cual buscan conferir al intérprete un papel más importante en el resultado musical final.